# Promptuarii Iconum Insigniorum

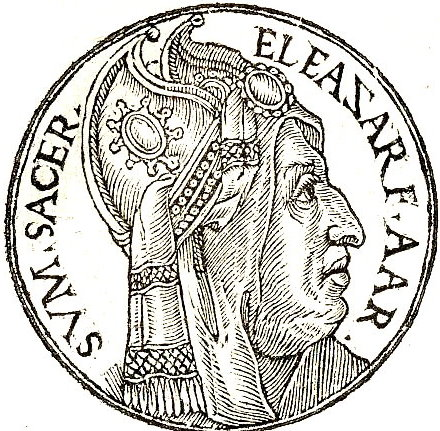
Promptuarii Iconum Insigniorum

Promptuarii Iconum Insigniorum (celý název: Promptuarii iconum insigniorum à seculo hominum, subiectis eorum vitis, per compendium ex probatissimis autoribus desumptis), je rozsáhlá bohatě ilustrovaná životopisná encyklopedie, kterou sestavil Guillaume Rouillé. Kniha vyšla v Lyonu v roce 1553, současně v několika jazycích. Obsahuje portréty a krátké životopisy 828 biblických, bájných a historických postav, od Adama a Evy po tehdejší evropské vládce.
Z českých postav jsou zde Libuše a Vlasta, Lucemburkové, Ferdinand I. a Anna Jagellonská.
Druhé vydání z roku 1577 přineslo navíc další stovku portrétů, včetně umělců a vzdělanců.